# Оссувка (Люблінське воєводство)
Оссувка (пол. Ossówka) — село в Польщі, у гміні Лешна-Подляська Більського повіту Люблінського воєводства. Населення — 407 осіб (2011).

## Історія
За даними етнографічної експедиції 1869—1870 років під керівництвом Павла Чубинського, у селі переважно проживали греко-католики, які розмовляли українською мовою.
У 1975—1998 роках село належало до Білопідляського воєводства.

## Демографія
Демографічна структура станом на 31 березня 2011 року:
|          | Загалом | Допрацездатний вік | Працездатний вік | Постпрацездатний вік |
| -------- | ------- | ------------------ | ---------------- | -------------------- |
| Чоловіки | 195     | 45                 | 126              | 24                   |
| Жінки    | 212     | 61                 | 101              | 50                   |
| Разом    | 407     | 106                | 227              | 74                   |